# Bruno Sacco
Bruno Sacco, född 12 november 1933 i Udine, död 19 september 2024, var en italiensk designer som huvudsakligen var verksam vid Mercedes-Benz, där han under flera decennier var den dominerande designern för deras personbilar.

## Biografi
Sacco studerade maskinteknik vid Politecnico di Torino där han under studierna kom i kontakt med karossdesign hos Ghia. Han fick senare mindre uppdrag från Ghia och Pininfarina. Han kom till Daimler-Benz 1958 och blev 1970 chef för avdelningen för karrossdesign och ritning. 1975 efterträdde han Friedrich Geiger som ansvarig för designavdelningen och började spela en avgörande roll för utseendet hos Mercedes-Benz-personbilarna. 1978 utsågs han som chef för designavdelningen. 1980 publicerades hans avdelning ett antal uppmärksammade guidelines för Mercedes-Benz design i samband med Tyska designerdagen. 1987 blev han designdirektör och 1993 medlem av företagsledningen. I mars 1999 gick han i pension och efterträddes av Peter Pfeiffer.
Sacco angav själv Mercedes-Benz 190 (W 201), som introducerades 1982, som en av sina mest lyckade designer.
Ett exempel på design signerad Sacco är de plastskivor på dörrarnas nederkant, avsedda att förhindra parkeringsskador, som flera Mercedes-Benz-modeller bar från cirka 1990 till början av 2000-talet. Dessa fick smeknamnet "Saccoplank". Dock hade samma idé funnits tidigare på Fiat & Alfa Romeo's större sedaner i början av 80-talet.